# Carla Sacramento
Carla Sacramento (Lissabon, 10 december 1971) is een atleet uit Portugal, gespecialiseerd op de 1500 meter. In 1997 werd ze wereldkampioen op deze afstand, haar persoonlijk record liep ze een jaar later in Monaco, en stond op 3:57.71.
Ook nam ze viermaal deel aan de Olympische Zomerspelen. In 1992 op de 800 meter de 1500 meter, en in 1996, 2000 en 2004 alleen op de 1500 meter. Haar beste resultaat was zesde in 1996.
- World Athletics: 14295074

1983 Mary Decker ·
1987 Tatjana Samolenko ·
1991 Hassiba  Boulmerka ·
1993 Liu Dong ·
1995 Hassiba  Boulmerka ·
1997 Carla Sacramento ·
1999 Svetlana Masterkova ·
2001 Gabriela Szabó ·
2003 Tatjana Tomasjova ·
2005 Tatjana Tomasjova ·
2007 Maryam Jamal ·
2009 Maryam Jamal ·
2011 Jennifer Simpson ·
2013 Abeba Aregawi ·
2015 Genzebe Dibaba ·
2017 Faith Chepngetich Kipyegon ·
2019 Sifan Hassan ·
2022 Faith Chepngetich Kipyegon ·
2023 Faith Chepngetich Kipyegon